# Roman Boczkur
Roman Romanowycz Boczkur, ukr. Роман Романович Бочкур (ur. 27 sierpnia 1987 we wsi Bratkowce, w obwodzie iwanofrankiwskim) – ukraiński piłkarz, grający na pozycji obrońcy, a wcześniej pomocnika.

## Kariera piłkarska

### Kariera klubowa
Wychowanek WPU-21 (Wyższa Profesjonalna Szkoła) w Iwano-Frankiwsku, barwy którego bronił w juniorskich mistrzostwach Ukrainy (DJuFL). Pierwszy trener - Iwan Krasnecki. W maju 2004 rozpoczął karierę piłkarską w drugim zespole Spartaka Spartak-2 Kałusz. W pierwszej drużynie Spartaka debiutował 12 marca 2005. Na początku 2007 przeszedł do Czornomorca Odessa, chociaż był zapraszany też do Metałurha Doniecka. Nie potrafił przebić się do składu podstawowego i występował w drużynie rezerwowej. W 2008 grał na wypożyczeniu w klubie Dnister Owidiopol. 1 listopada 2009 debiutował w Premier-lidze Ukrainy. Podczas przerwy zimowej sezonu 2009/10 przeniósł się do Heliosa Charków, latem 2010 do Enerhetyka Bursztyn, a na początku 2011 do Zirki Kirowohrad. Latem 2015 przeszedł do Nywy Tarnopol. Latem 2016 zasilił skład FK Połtawa, ale w październiku 2016 za obopólną zgodą kontrakt został anulowany. W 2017 został piłkarzem Tepłowyka Iwano-Frankiwsk, który potem zmienił nazwę na Prykarpattia.

### Kariera reprezentacyjna
W 2007 występował w studenckiej reprezentacji Ukrainy.

## Sukcesy i odznaczenia

### Sukcesy reprezentacyjne
- mistrz Uniwersjady: 2007

### Odznaczenia
- tytuł Mistrza Sportu Klasy Międzynarodowej: 2007